# Mick Thomas

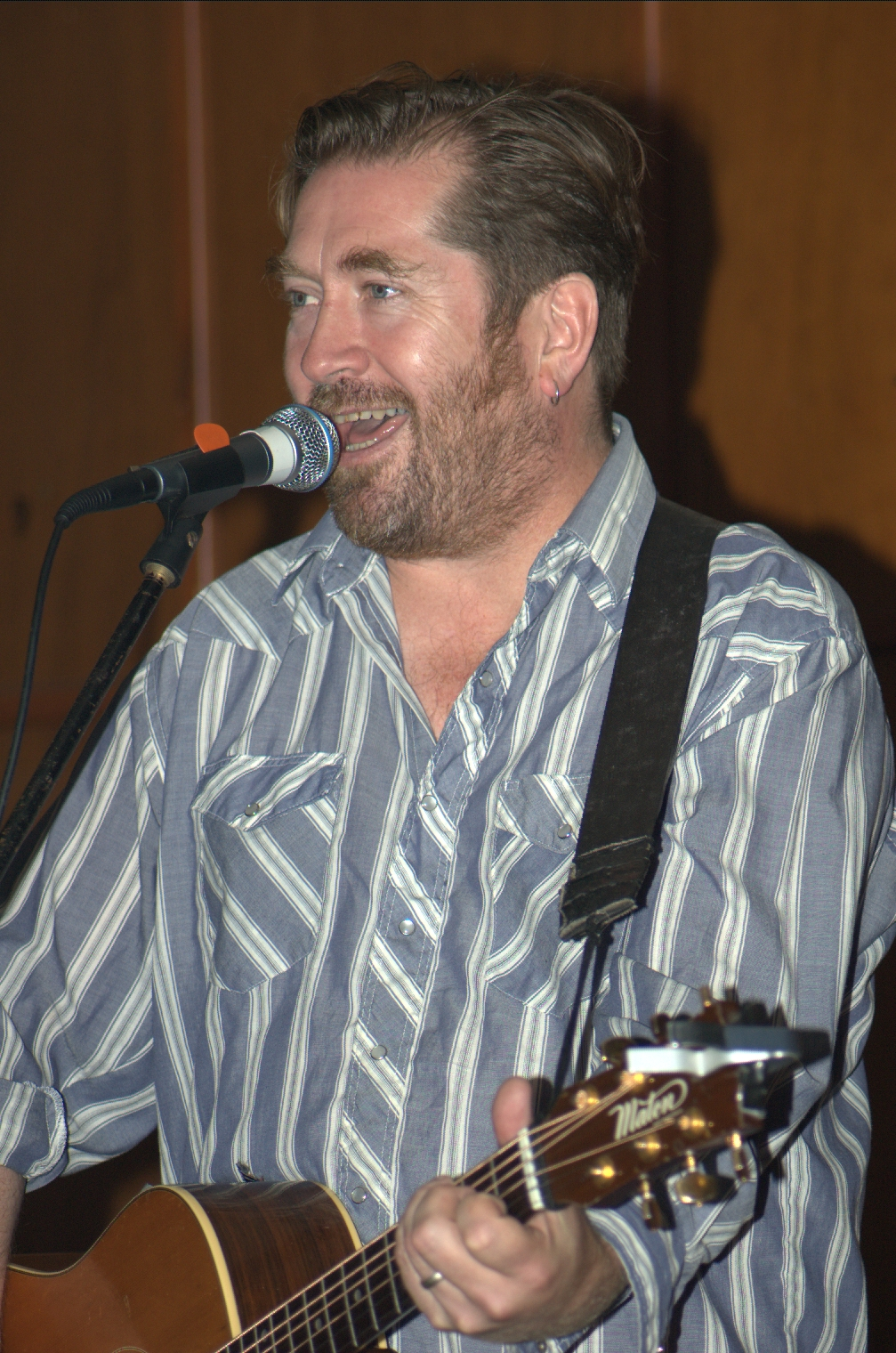
Mick Thomas in 2007

Michael James ("Mick") Thomas (Yallourn, 7 februari 1960) is een Australisch singer-songwriter. Hij werd geboren in Yallourn en groeide op in Geelong. Hij speelde in zijn jeugd in uiteenlopende bands. In 1985 richtte hij de later beroemde folk/rockgroep Weddings Parties Anything op.
Nadat deze band in 1999 ontbonden werd vervolgde Thomas zijn loopbaan als solo-artiest, later met als begeleidingsband "The Sure Thing". Samen met Nick Corr richtte hij rond die tijd ook platenlabel Croxton Records op.
Thomas heeft daarnaast ook enkele toneelstukken geschreven en wordt beschouwd als mentor van veel Australische bands, met name rondom Melbourne. Vaak wordt Thomas samen met Paul Kelly genoemd als een van de grootste songschrijvers van Australië.

## Discografie

### Albums
- Under Starter's Orders: Live at the Continental – Croxton (CROXT001) (livealbum, 1998)
- The Tank – Croxton (CROXT020) (14 juni 2004)
- Anythings, Sure Things, Other Things – Liberation Blue (BLUE0722) (13 augustus 2004)
- Last of the Tourists – (22 februari 2012)

Mick Thomas and the Sure Thing
- Dead Set Certainty: Twelve Songs That Wouldn't Go Away... – Croxton (CROXT004) (oktober 1999)
- Dust on My Shoes – Croxton (CROXT007) (12 maart 2001)
- Live Dust – Croxton (CROXT009) (2001)
- The Horse's Prayer – Croxton (CROXT014) (3 maart 2003)
- Paddock Buddy – Liberation Music (LIBCD8220.2) (12 maart 2007)
- Spin! Spin! Spin! – Liberation Music (LMCD0047) (17 april 2009)

Mick Thomas' Roving Commission
- Coldwater DFU (2019)
- See you on the Other Side (2022)
- Back in the day (2022)
- Where only memory can find you (2023)

Mick Thomas & Dan Warner
- Five Bells(1999)

Mick Thomas & Michael Barclay
- A Head Full of Road Kill – Croxton Records (2010)